# Mycterus tibialis
Mycterus tibialis is een keversoort uit de familie Mycteridae. De wetenschappelijke naam van de soort is voor het eerst geldig gepubliceerd in 1850 door Küster.